# Bodenschätze des Kosovo

Bergbau im Kosovo

Kosovo ist reich an Bodenschätzen. Im Kosovo befinden sich hauptsächlich Vorkommen von Blei, Zink, Nickel und Lignit. Zusätzlich sind Silber, Gold, Kobalt, Aluminium, Eisen, Cadmium, Magnesit sowie Chrom vorhanden.
Bis in die 1980er Jahre wurde die Schwerindustrie im Kosovo ausgebaut, so dass sich dort neben zahlreichen Erzminen auch Anlagen für die Veredelung und Weiterverarbeitung befinden. Während des Milošević-Regimes gab es kaum Investitionen, zusätzlich führte der Kosovo-Krieg zu massiven Zerstörungen, so dass die Industrieanlagen nach dem Krieg einen insgesamt desolaten Zustand aufwiesen. Bis jetzt konnte aufgrund der ungewissen Rechtslage keine nennenswerte Wiederbelebung des Bergbaus erreicht werden. Lediglich der Lignit-Abbau verzeichnet aufgrund der Binnennachfrage steigende Zahlen. Nach Schätzungen der UN könnten Investitionen in den Bergbau 35.000 Arbeitsstellen entstehen lassen. Mit den eigenen Rohstoffen könnte sich der Kosovo nach diesen Schätzungen für etwa 1000 Jahre selber versorgen (bei gleich bleibendem Verbrauch).

## Vorkommen

### Blei, Zink, Silber
| Mine             | Tonnen    | Pb%  | Zn%   | Ag g/t |
| ---------------- | --------- | ---- | ----- | ------ |
| Belo Brdo        | 1.340.000 | 6,59 | 5,74  | 97,4   |
| Crnac            | 1.648.000 | 7,57 | 2,93  | 102,0  |
| Stan Terg        | 432.000   | 5,10 | 2,21  | 80,5   |
| Hajvalia         | 723.000   | 9,65 | 18,26 | 126,4  |
| Artana-Novo Brdo | 2.700.000 | 4,43 | 5,42  | 140,6  |
| Summe            | 6.843.000 | 6,20 | 6,04  | 117,6  |

### Nickel, Cobalt, Eisen
| Mine     | Tonnen     | Ni%  | Co%  | Fe2O3% |
| -------- | ---------- | ---- | ---- | ------ |
| Dushkaja | 6.350.000  | 1,29 | 0,05 | 24,29  |
| Suke     | 630.000    | 1,36 | 0,06 | 30,56  |
| Gllavica | 6.240.000  | 1,55 | 0,05 | 21,53  |
| Summe    | 13.220.000 | 1,42 | 0,05 | 23,29  |

### Bauxit
| Mine    | Tonnen    | Al2O3% | SiO2% | TiO2% | Fe2O3% |
| ------- | --------- | ------ | ----- | ----- | ------ |
| Grebnik | 1.700.000 | 49.00  | 2.25  | 1.50  | 27.50  |